# Slut på leken
Slut på leken är en novellsamling av den argentinske författaren Julio Cortázar.
Originalet Final del juego utkom 1956 och var Cortázars andra novellsamling. Den svenska utgåvan med samma titel innehåller ett urval noveller ur Final del juego, Bestario (1951) och Las armas secretas (1959).
Novellerna är i genren magisk realism. Cortázars berättarkonst har av Artur Lundkvist karaktäriserats på följande sätt: ”Det överraskande och fantastiska uppstår inte som lösliga gratiseffekter, utan som något självklart och oundvikligt, något som finns runtomkring i verkligheten och blott behöver upptäckas.”

## Innehåll svensk utgåva
- Axolotl
- Intaget hus
- Idolen från Kykladerna
- Brev till ung dam i Paris
- En liten gul blomma
- Drama i park
- Natt på rygg
- Bestiarium
- Himmelens portar
- Slut på leken
- Till tjänst, madame
- Förföljaren
- De hemliga vapnen